# Fira d'herbes remeieres
La fira d'herbes remeieres és una fira fundada en 1992 a Vilanova de Sau entre d'altres per l'herbolari autodidacte Santi Jàvega o el pintor Fidel Bofill, i que mostra les propietats i usos medicinals de les herbes. Darrerament ha ampliat el seu àmbit a sectors com el de la cosmètica, jardineria o gastronomia. Paral·lelament, a la fira hi ha tota una sèrie d'activitats: rutes botàniques; conferències; concerts; el ball de Gegants; un taller de remeis casolans; un concurs de truites casolanes; un concurs de rams de flors boscanes, entre altres coses.